# Cabdill ullblanc
El cabdill ullblanc (Hemitriccus zosterops) és un ocell de la família dels tirànids (Tyrannidae).

## Hàbitat i distribució
Habita la selva pluvial, a les terres baixes del sud-est de Colòmbia, sud de Veneçuela, Surinam i Caiena cap al sud fins al nord del Perú i nord i est del Brasil del sud-est del Perú, nord de Bolívia i Brasil amazònic.